# Gravy Train
Gravy Train – brytyjski zespół muzyczny grający rock progresywny, rock psychodeliczny i hard rock. Został założony przez wokalistę i gitarzystę Normana Barratta w 1969 roku i istniał do 1975 roku. Z udziałem J.D. Hughesa (klawisze, śpiew, instrumenty dęte), Lesa Williamsa (gitara basowa, wokal) i Barry'ego Davenporta (perkusja), zespół nagrał cztery albumy studyjne. Pierwsze dwa zostały wydane przez wytwórnię Vertigo Records, natomiast kolejne dwa przez Dawn Records.

## Historia
Źródło:

### Znaczenie nazwy
Niezależny dziennikarz, prezenter i wykładowca John O'Regan napisał, że pomimo nagrania czterech albumów, „wskaźnik sukcesu Gravy Train nie pasował do ich nazwy”. Termin „Gravy Train”, jak skomentował, był północnym slangiem na „zawód lub inne źródło dochodu, które wymaga niewielkiego wysiłku, a jednocześnie przynosi znaczne zyski”.
Grupa zgromadziła sporą liczbę słuchaczy wśród brytyjskiej publiczności rocka progresywnego występami na żywo, nagrywając debiutancki album Gravy Train (1970) oraz (A Ballad of) A Peaceful Man (1971) dla Vertigo. Przechodząc do Dawn Records grupa wydała dwa kolejne albumy – Second Birth (1973) i Staircase to the Day (1974).
„Muzycznie Gravy Train grał melodyjnego rocka progresywnego” – stwierdził ponownie John O'Regan – „z akcentem na hard rockowe riffy na przemian ze spokojniejszymi momentami z fletem wysoko w miksie zwieńczonym solidnym, ujmującym śpiewem wokalisty, gitarzysty i głównego kompozytora Normana Barratta. Gravy Train ostatecznie upadł w 1975 roku z powodu pecha, złych decyzji biznesowych oraz braku komercyjnego sukcesu. Jednak wraz z ponownym zainteresowaniem brytyjskim i europejskim rockiem progresywnym na początku lat 70., twórczość Gravy Train zyskała duże zainteresowanie zarówno wśród kolekcjonerów, jak i fanów muzyki. Ich albumy zostały ponownie wydane na CD, cieszącym się pozytywnym odbiorem”.

### Wczesne lata
Gravy Train powstał w St. Helens w Lancashire w Anglii w 1969 roku. Pierwotny skład miał pokaźną pulę talentów, z których mógł czerpać. Urodzony w Liverpoolu John „J.D.” Hughes był klasycznym pianistą. Jako nastolatek grał na saksofonie, jako samouk, z różnymi grupami Merseybeat w latach 60. O'Regan cytuje go z e-mailowego wywiadu z marca 2006 roku, mówiąc: „Grając z wielkim zespołem soulowym Spaghetti House, poznałem basistę Lesa [Williamsa]. Założyliśmy zespół rocka progresywnego, w którym grałem głównie na flecie i rekrutowałem Normana, którego znał Les”.
Wokalista, gitarzysta i kompozytor Norman Barratt urodził się w Newton-le-Willows, mieście leżącej między Manchesterem a Liverpoolem, w 1949 roku. Po ukończeniu szkoły doskonalił swoje umiejętności gry na gitarze w lokalnych zespołach The Hunters (z którymi czasami występował jeszcze później) i Newton's Theory, jednocześnie pracując jako praktykant księgowy. Po zdaniu egzaminów z księgowości przeszedł na zawodowstwo, przenosząc się pod koniec lat sześćdziesiątych z grupą Newton's Theory do Londynu.
Lester Williams grał w zespole The Incas z St. Helens, J.D. Hughes grał w Spaghetti House, a Barry należał do jazzowego zespołu The John Rotherham Trio. Les i Barry dołączyli do zespołu Spaghetti House, gdzie grał J.D Hughes. Barratt skomentował: „Wspólny przyjaciel przedstawił mnie reszcie, którzy tak jak ja szukali zespołu zajmującego się oryginalnymi piosenkami, a nie zwykłego zespołu coverującego, do którego wszyscy byliśmy do tego czasu przyzwyczajeni”. J.D. Hughes powiedział: „Zaczęliśmy próby w St. Helens Cricket Club latem, chyba w 1969 roku. Wciąż mieszkałem w Liverpoolu, Les Williams i perkusista Barry Davenport pochodzili z St. Helens, a Norm [Norman Barratt] z Earlestown”.
Wpływy zespołu wydobyły się z bardzo zróżnicowanych muzycznych źródeł: The Beatles, Jethro Tull, Roland Kirk i John Coltrane (J.D. Hughes), Eric Clapton, Jimi Hendrix i The Beatles (Norman Barratt) i ponownie The Beatles (Les), a dla Barry'ego Davenporta byli to perkusiści jazzowi Art Blakey, Buddy Rich i Joe Morello.
„Wpływ Barry'ego był ogromny we wczesnym okresie działalności” – wyjaśnił J.D. Hughes. „To był głównie jego pomysł, aby pisać utwory w nietypowym metrum i aranżować atonalne partie instrumentalne unisono i harmonijnie. Wszyscy cieszyliśmy się długimi "wariactwami", podczas których swobodnie improwizowaliśmy, dokarmiając się nawzajem swoimi pomysłami”. Po jego odejściu po (A Ballad of) A Peaceful Man (Davenport zagrał na trzech utworach na Second Birth), pisanie stało się bardziej melodyjne, większość repertuaru pochodziła od Normana Barratta. Jednak zespół wciąż pozwalał sobie na okazjonalne „wariactwa”.

### Kontrakt z Vertigo Records
Gravy Train podpisał kontrakt z Vertigo Records, wytwórnią prowadzoną przez Philips Records (obecnie Universal Music). Jonathan Peel wyprodukował pierwsze trzy albumy Gravy Train – Gravy Train, (A Ballad of) a Peaceful Man i Second Birth. Pierwszą płytę poprzedził singiel „So You're Free” powstały we współpracy J.D. Hughesa i Normana Barratta, nagrany w Olympic Studios w Londynie, a także wyprodukowany przez Jonathana Peela. „Napisałem refren, a Norman resztę” – wspominał Hughes.
Cytując „Tapestry of Delights” Vernona Johnsona na stronie Progressive Rock Archives, Marcel Coopman opisał Gravy Train w następujący sposób: „Zaczynając jak typowe dzieło wytwórni Vertigo, pierwszy album Gravy Train brzmi trochę jak wczesny Jethro Tull, głównie z powodu podobnej linii fletu, ale bez dominującej osobowości Iana Andersona. Hard rockowe riffy przeplatają się z bardziej cichymi i melodyjnymi momentami, a flet jest wysoko w miksie przez cały czas”.
Następnie grupa wydała singiel „Alone in Georgia” / „Can Anybody Hear Me?” przez Vertigo w Wielkiej Brytanii i Phillips (Niemcy). Drugi album pojawił się później, a Coopman na stronie Progressive Rock Archives w 2000 roku ponownie zacytował „Tapestry of Delights”, kiedy zauważył: „O wiele lepszy jest zaskakująco rzadki drugi album dla Vertigo «(A Ballad of) A Peaceful Man». Solówki są zwarte i bardziej kontrolowane, a kompozycje są lepsze. Jest też mniej bluesowy, bardziej rześki i ma dobry wielogłosowy śpiew, świetnie wzbogacający ich fakturę”.

### „Chrześcijańska perspektywa”
Norman Barratt został chrześcijaninem pod koniec 1969 roku. John O'Regan zacytował jego wypowiedź: „Kiedy tworzyliśmy pierwszy album Gravy Train, mój stary menadżer The Hunters, Norman Littler, stał się chrześcijaninem, podczas gdy ja byłem w trasie i nagrywałem z grupą. Obaj spędziliśmy lata na rozmowach o Bogu i świecie, próbując nadać temu wszystkiemu sens. Usłyszał Ewangelię Jezusa Chrystusa i to odmieniło jego życie. Opowiedział mi o tym kilka miesięcy później, kiedy byłem w domu z wizytą. Kiedy przeczytałem rodzinną Biblię, czego nigdy wcześniej nie robiłem, byłem głęboko poruszony tym kim jest Jezus i co zrobił dla nas wszystkich i oddałem Mu swoje życie”.
W tamtych czasach muzycy rockowi, którzy praktykowali chrześcijaństwo na muzycznej scenie progresywnej, byli rzadkością. Współczesna scena muzyki chrześcijańskiej w Wielkiej Brytanii była w powijakach. Jedynie Cliff Richard był, poza Terrym Dene, najbardziej znanym przykładem brytyjskiego rockmana, który przyjął chrześcijaństwo.
„Reszta zespołu była tolerancyjna i przychylna mojemu stanowisku”, skomentował Barratt, „a wytwórnie płytowe nigdy nie próbowały mnie zniechęcić. Chrześcijańskie doświadczenie miało wpływ na wszystkie moje teksty dla Gravy Train. Nie jawnie, ale z pewnością były one pisane z chrześcijańskiej perspektywy. Nie sądziłem, że mam prawo «prawić kazania» publiczności, która przyszła tylko posłuchać zespołu i dobrze się bawić – chociaż wielu ludzi, którzy przeczytali wywiady w prasie muzycznej, przychodziło za kulisy prawie każdego wieczoru, aby dowiedzieć się o co w tym wszystkim chodzi. Niektórzy z nich zostali zbawieni i do dziś są silni; większość z nich nie, ale zdawali się szanować moje przekonania. Nikt nigdy mnie nie wyśmiał”.

### Kontrakt z Dawn Records
W 1973 roku Gravy Train przeniósł się z Vertigo do Dawn Records, filii Pye Records Dona Kirshnera. W ten sposób powstało Second Birth – wypełniło osiem utworów, z których dwa („Strength of a Dream” i „Tolpuddle Episode”) zostały wydane na singlu. Niestety, zarówno album, jak i singiel poniosły komercyjną klęskę.
„Les w większości skomponował drugi singiel w stylu George'a Harrisona, «Strength of a Dream»” – wyjaśnił Hughes. „Nagraliśmy go mniej więcej w tym samym czasie, co «Second Birth» w Orange Studios [małe prywatne studio «gdzieś w północnym Londynie»], wyprodukowane przez Jonathana Peela. Próbowaliśmy go wyprodukować sami, bezskutecznie, więc ostatecznie musieliśmy wezwać Jonathana Peela, aby ukończyć pracę. Zawsze lubiłem epizodyczne utwory, te, które przechodziły przez kilka kontrastujących ze sobą nastrojów, np. tytułowy «Second Birth», a aranżacje instrumentalne w «Motorway», plus chwytliwa melodia i moje aliteracyjne teksty sprawiają, że myślę o tym utworze z sentymentem!”.

### Ostatnia próba
Zespół był niezadowolony z pracy producenta Jonathana Peela nad pierwszymi trzema albumami – a konkretnie z brzmienia płyt. Teraz znaleźli Vica Smitha, który wyprodukował trzeci album Petera Sarstedta dla United Artists, Everything You Say (Is Written Down), a później współpracował z grupą The Jam. Pod jego kontrolą zespół był szczęśliwą jednostką i czuł, że ich potencjał w końcu się realizuje. Dawn Records wydał Staircase to the Day późnym latem 1974 roku.
Staircase to the Day zostało nagrane w Manor Studios w Kinnerton w Oksfordzie. Okładka zaprojektowana przez Rogera Deana przedstawia lądującego uskrzydlonego potwora. Album otwiera jeden z najbardziej znanych utworów Gravy Train „Starbright Starlight” antologizowanego na różnych progresywnych samplerach i albumach kompilacyjnych. Marcel Coopman (ponownie powołując się na Vernona Johnsona) opisał go jako „porywający kawałek melodyjnego hard rocka, który wyznacza standardy dla muzyki o podobnym charakterze (choć oczywiście niewielu mogło ją usłyszeć)”.
Zespół był teraz składem pięcioosobowym, do którego przed sesją dołączył drugi gitarzysta George Lynon. Perkusista Russ Caldwell zastąpił Barry'ego Davenporta po tym, jak odszedł z powodu złego stanu zdrowia. Jednak skradziony sprzęt muzyczny z ich furgonetki spowodowało rozczarowanie – „ogromna porażka”, jak to określił Hughes. Na tym etapie wyjaśnił: „Bardziej zaangażowałem się w zespoły kabaretowe, sporadycznie spotykając się z innymi na koncertach Gravy Train. Zanim zrobiliśmy «Staircase to the Day», wszyscy graliśmy w innych zespołach. Jednak nigdy się ze sobą nie «kłóciliśmy» i nadal cieszymy się swoim towarzystwem przy rzadkich okazjach, z którymi się kontaktujemy”.
Singiel „Starbright Starlight” / „Good Time Thing” wydany w 1974 roku, ponownie przepadł na listach, podobnie jak album. Gravy Train przeszedł kolejną zmianę składu wraz z odejściem J.D. Hughesa. Gravy Train wydał ostatni singiel dla Dawn – „Climb Aboard the Gravy Train” / „Sanctuary” w 1975 roku. Jednak brak sukcesu komercyjnego, wewnętrzna frustracja i straty finansowe oznaczały koniec dla zespołu. Zamiast być częścią sukcesu, „Climb Aboard the Gravy Train” był podzwonnym dla zespołu.

### Dalsze losy
Niewiele wiadomo o późniejszych losach członków zespołu. Barratt pojawił się w Mandalaband na swoim drugim i ostatnim albumie w 1978 roku, a następnie założył Barratt Band, który nagrał dwa albumy na początku lat 80. oraz dwa albumy solowe Rock for all Ages (z Dave'em Morrisem, 1984) i Barratt (1988). Zmarł w 2011 roku z powodu powikłań pooperacyjnych.
Les Williams pracuje w Ocean Entertainments, agencji zajmującej się zespołami i aktorami, od lat 80. J.D. Hughes jest członkiem założycielem The New Soul Messengers, w którym gra na klawiszach, saksofonie i wokalu. George Lynon zmarł we śnie w 2002 roku.

## Dyskografia
Źródło:

### Albumy studyjne
- Gravy Train (1970, Vertigo 6360023)
- (A Ballad of) A Peaceful Man (1971, Vertigo 6360051)
- Second Birth (1973, Dawn DNLS 3046, wydanie USA BELL 1121)
- Staircase to the Day (1974, Dawn DNLH 1)

### Single
- The New One / Think Of Life (1970, Vertigo 6059 047) – wydanie francuskie
- Alone in Georgia / Can Anybody Hear Me? (1971, Vertigo 6059 049)
- London City (zespół Freedom) / Alone In Georgia (zespół Gravy Train) (1972, Vertigo AS 134) – wydanie włoskie
- Strength of a Dream / Tolpuddle Episode (1973, Dawn DNS 1036)
- Starbright Starlight / Good Time Thing (1974, Dawn DNS 1058)
- Climb Aboard the Gravy Train (And Get On To A Good Thing) / Sanctuary (1975, Dawn DNS 1115)

### Kompilacje
- The Dawn Years (1990, Dawn TECP-25475) – wydanie japońskie
- Strength of a Dream: The Gravy Train Anthology (2006, Castle Records CMDDD 1402)

## Muzycy
- Norman Barratt – śpiew, gitara
- John „J.D.” Hughes – flet, saksofon, instrumenty klawiszowe, śpiew
- Lester Williams – gitara basowa, śpiew
- Barry Davenport – perkusja, instrumenty perkusyjne
- George Lynon – gitara
- Russel Caldwell – perkusja, instrumenty perkusyjne